# Krvavi Uskrs (dokumentarni film)
Krvavi Uskrs, hrvatski dokumentarni film iz 2020. godine. Redatelj filma je Miljenko Manjkas, scenarist Borna Marinić, a producentica Danijela Vusić. Film je snimljen u produkciji kuće Alfa i rezultat je dugog istraživanja povjesničara Borne Marinića.

## Radnja
Rekonstrukcija je policijske akcije koja je odnijela prvu žrtvu u Domovinskom ratu. Prikazani su brojni dosad široj javnosti nepoznati detalji ovog događaja. U filmu govore sudionici akcije (zapovjednici postrojba Slavko Butorac i Josip Lucić), pripadnici Antiterorističke jedinice Lučko i Jedinice za posebne zadatke "Rakitje", popularni "Tigrovi" i kazuju pojedinosti pripreme akcije, njezinog tijeka, te do snimanja široj javnosti neotkrivene planove jugoslavenske vojske u svezi s tom akcijom. Uvid u akciju kroz dokumente neprijateljske strane daje nam hrvatski povjesničar Ante Nazor koji je i kontekstualizirao događaj od 31. ožujka 1991. godine.